# Huis Canossa

Familiewapen van het Huis Canossa.

Het Huis Canossa was een van de machtigste families in het middeleeuwse Lombardije, wiens kerngebied zich sinds de eerste decennia van de 10e eeuw in de dalen van de Apennijnen bevond. Het aanzien en de invloed van het Huis Canossa werd in het bijzonder tijdens de Investituurstrijd duidelijk.

## Dynastieën

### Eerste dynastie
De vroegste overlevering over de geschiedenis van het huis Canossa vermeldt een Longobardenvorst Sigifredo van Canossa aan het begin van de 10e eeuw, die over leengebieden in de streek van Lucca en omvangrijk bezittingen in Lombardije beschikte. Zijn zoon Goffredo was van 970 tot 976 bisschop van Brescia en van 976 tot aan zijn dood in 998 bisschop van Luni. Sigifredo's zoon Adalbert-Atto van Canossa (939 - 13 februari 988) volgde zijn vader op en begon het bezit door de aanleg van talrijke burchten te waarborgen, daaronder ook van 945 tot 950 de fortificatie van de Rots van Canossa. Sinds 984 werd hij in de oorkonden als markgraaf aangeduid en hield als lenen de graafschappen Parma, Piacenza, Bergamo, Cremona en Brescia. Het huwelijk van Adalbert met Hildegard bracht een zoon Thedaldo voort, die van 988 tot aan zijn dood op 8 mei 1012 regeerde.

Mathilde von Canossa (rechts), bij de bemiddeling tussen de paus en keizer.

Op het hoogtepunt van haar grootste uitbreiding omstreeks 1050 strekte het machtsgebied van de familie van Canossa zich uit van het Gardameer tot Boven-Latium, waaronder steden zoals Mantua, Modena, Ferrara, Florence en Perugia. Het huidige Reggio nell’Emilia was het centrum van hun militaire macht en bijgevolg van het politieke gebeuren. In de loop van iets meer dan een eeuw liet de familie de steunpunten aan de straten van de Apennijnen tot aan de Povlakte uitbouwen, om aldus de belangrijkste handelswegen tussen Italië en Centraal-Europa en de Adriatische Zee onder hun controle te brengen. Deze strategie maakte het voor het Huis mogelijk, zijn positie te vestigen en was een bron van zijn rijkdom en macht. Een van de belangrijkste steunpunten was de burcht in Canossa.
Bonifatius van Canossa (985 - 6 mei 1052) was een van de machtigste edelen in Italië in de eerste helft van de 10e eeuw. Hij was een zoon van Thedaldo van Canossa, graaf van Reggio, Modena, Mantua, Brescia en Ferrara. Bonifatius werd rond 1028/1032 markgraaf van Tuscane (als Bonifatius IV) en in 1051 hertog van Spoleto en markgraaf van Camerino.
Uit het tweede huwelijk van Bonifatius met Beatrix van Lotharingen (1017 - 18 april 1076) stamde zijn dochter Mathilde van Canossa (1046 - 24 juli 1115), die pas met het bereiken van haar meerderjarigheid enige erfgenaam en heerseres werd. Ze was het, die succesvol in de Investituurstrijd tussen paus en keizer kon bemiddelen. Paus Gregorius VII verwijlde in de burcht van Canossa onder haar bescherming. Koning Hendrik IV begon hier zijn gang naar Canossa, om de kerkban van de paus weer te laten opheffen.
Mathilde liet geen directe erfgenamen na, toen ze in 1115 overleed. Het Huis stierf aldus gedeeltelijk uit, de bezittingen gingen in de loop der tijd verloren. Enkele burchten werden door lokale heren en ridders en soldeniers in bezit genomen, andere bezittingen gingen naar verre verwanten of kwamen onder pauselijk gezag.

#### Familiewapen
Het familiewapen toont een rechtstaande hond op keel, met een bot in de muil. Dit wapen is ook het huidige gemeentewapen van de Italiaanse plaats Canossa.

#### Bezittingen
Het Huis Canossa had naast hun stamslot nog vele andere bezittingen.

### Tweede dynastie

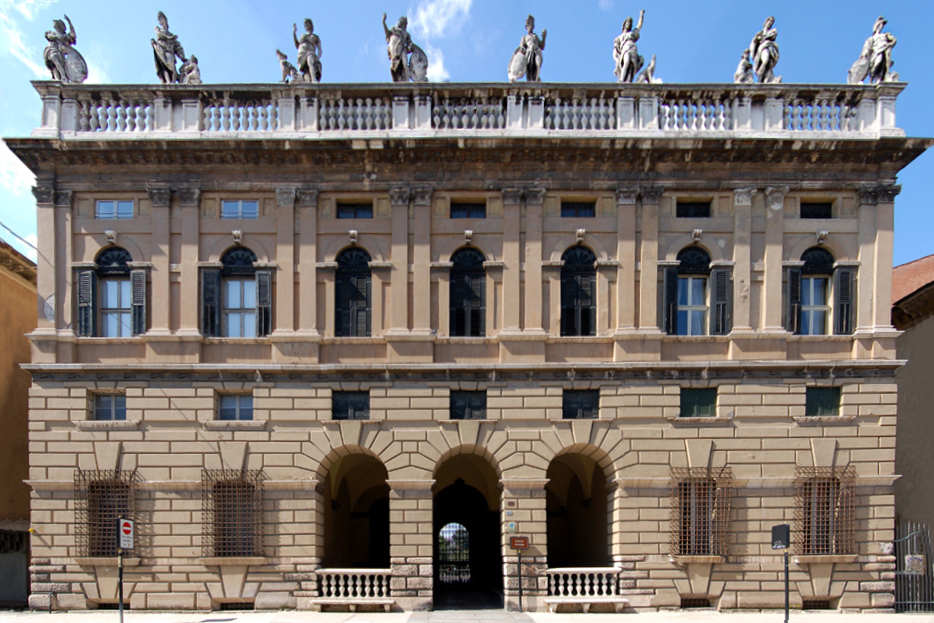
Palazzo Canossa in Verona.

Een latere, in de vroege Nieuwe Tijd opduikende familie met de naam van Canossa, die uit Mantua afkomstig was en geen verwantschap hadden met het oorspronkelijke adelgeslacht, bekwam het adelprivilege opnieuw verleend met hetzelfde wapen. Ze stonden in dienst bij de adellijke familie Gonzaga. Ludovico Canossa was van 1511 tot 1516 bisschop van Tricarico. De familie nam onder Vincenzo I Gonzaga, die de familie het landschap Calliano tot leen gaf, de adeltitel aan. Beduidende leden van deze familie waren de Heilige Magdalena van Canossa (1774–1835), stichteres van de congregatie van de "Canossianen", en kardinaal Luigi di Canossa (1809–1900).
De Canossa hadden als een van de drie markgrafelijke geslachten een erfelijke zetel in het Herenhuis, het Hooghuis van de rijksraad van Oostenrijk. De familie verwierf in 1861 een erfelijke zetel in de Eerste Kamer. Daar ze echter zoals alle andere Lombardo-Venetiaanse Huizen, die tot het Herenhuis behoorden, – uit protest tegen de Oostenrijkse Italiëpolitiek – van de hun toegestane zetel geen gebruik maakten, verloren ze in de daarop volgende tijd met de dood van Octavian markgraaf van Canossa (1820–1903) deze zetel.

#### Bezittingen
Het tweede Huis Canossa liet enige markante gebouwen na: het Palazzo Canossa in Verona is gelegen tussen de oever van de Etsch en de huidige Via Cavour. Magdalena van Canossa kwam daar ter wereld. In Mantua bevindt zich eveneens een Palazzo Canossa, een beduidend bouwwerk uit de Renaissance in de stad. Daarnaast was er nog de zomerresidentie van de familie in Grezzano.